# Jan z Ludziska
Jan z Ludziska (ur. ok. 1400 w Ludzisku, zm. przed 1460) – polski humanista, profesor retoryki Akademii Krakowskiej.

## Życiorys
Urodził się w rodzinie chłopskiej w Ludzisku na Kujawach, jednak dzięki swoim zdolnościom i opiece mecenasów zdobył wysokie wykształcenie. Najpierw, od roku 1418, studiował w Akademii Krakowskiej (jesienią 1419 został bakałarzem, a z początkiem 1422 – magistrem artium), potem od roku 1424 we Włoszech w Padwie, gdzie uzyskał doktorat medycyny 9 marca 1433. W roku 1424 zajmował się astronomią w Krakowie. Prawdopodobnie, podczas pobytu we Włoszech (1424-1440), był uczniem znanego humanisty Guarina w Ferrarze. Niewątpliwie przebywał też w Rzymie. Tam też poznał zasady humanistycznej retoryki i przejął się kultem dzieł klasycznych (zwłaszcza Cycerona), których odpisy przywiózł do Polski.
Należał do grona wykształconych ludzi skupionych wokół osoby kardynała Zbigniewa Oleśnickiego. Posiadając znajomość retoryki humanistycznej, objął latem roku 1440 katedrę wymowy Akademii Krakowskiej i był oficjalnym mówcą uczelni aż do 1447 (w 1440 wraz z Jakubem z Paradyża witał poselstwo soboru bazylejskiego, a w 1447 – Kazimierza Jagiellończyka).
Zachowało się 8 mów łacińskich, których styl potwierdza znajomość autorów antycznych, zwłaszcza Cycerona. Można w nich dostrzec wpływy Seneki, a także autorów greckich, Arystotelesa i Plutarcha. Odwoływał się również do humanistów włoskich. Stojąc na gruncie światopoglądu średniowiecznego, głosił pochwałę ideałów humanistycznych, czego wyrazem był kult formy starożytnych autorów, np. pochwała wymowy „De laudibus et dignitate eloquentiae”. Znając ciężkie położenie chłopów twierdził: Zaprawdę, chłopi uciskani są najcięższą niewolą, gorszą niż niegdyś synowie Izraela w Egipcie przez faraona, gorszą niż zakupieńcy, lub wzięci w bitwie i odprowadzeni do niewoli, dlatego w roku 1447 w mowie powitalnej skierowanej do króla Kazimierza Jagiellończyka, zaapelował o poprawę bytu chłopów w Polsce, używając argumentów:

Dlaczegóż w tym kraju bogatym chłopi żyją w niewoli i cierpią taki ucisk (...) jasną bowiem jest rzeczą, że natura wszystkich ludzi zrodziła równymi.

Oracje Jana z Ludziska dostępne są w zbiorze „Wybór mów staropolskich”.
Jego dalsze losy, po roku 1447 są nieznane. Zmarł prawdopodobnie przed rokiem 1460.

## Twórczość

### Ważniejsze mowy
- Mowa uniwersytecka o pochwale elokwencji, wygł. w czerwcu 1440, urywki przytacza J. Fijałek Mistrz Jakub z Paradyża, t. 1, Kraków 1900, s. 236 przyp. 2, s. 239 przyp. 1-2; przekł. polski: wyd. B. Nadolski „Wybór mów staropolskich”, Wrocław 1961, Biblioteka Narodowa, seria I, nr 175
- Mowa na powitanie poselstwa soboru bazylejskiego, powst. w końcu 1440, ogł. J. Fijałek Mistrz Jakub z Paradyża, t. 1, Kraków 1900, s. 240–249
- Mowa na powitanie króla Władysława III, powst. 1444, nigdy nie wygłoszona
- Mowa na przyjęcie Kazimierza Jagiellończyka w Akademii Krakowskiej, powst. 1447, ogł. A. Lewicki Codex Epistolaris Saeculi XV, t. 3 (1894), Monumenta Medii Aevi Historica, t. 14, s. 13–16; przedr. z poprawkami według rękopisu I. Chrzanowski, S. Kot Humanizm i reformacja w Polsce, Lwów 1927; fragmenty przekł. polski: I. Chrzanowski Historia literatury..., wyd. 10 Warszawa 1930; przedr. M. Piszczkowski „Obrońcy chłopów w literaturze staropolskiej”, Kraków 1948, Biblioteka Arcydzieł Poezji i Prozy nr 54; także wyd. 2 Kraków 1951; R. Heck i E. Maleczyńska Ruch husycki w Polsce. Wybór tekstów źródłowych (do r. 1454), Wrocław 1953; całość przekł. polski wyd. B. Nadolski „Wybór mów staropolskich”, Wrocław 1961, Biblioteka Narodowa, seria I, nr 175
- Mowa na powitanie arcybiskupa W. Kota, wygł. 25 czerwca 1447, ogł. S. Hain „Wincenty Kot, prymas Polski 1436-1448”, Prace Komisji Filologicznej Poznańskiego Towarzystwa Przyjaciół Nauk, t. 3, zeszyt 2 (1948)
- Mowa poświęcona biskupowi P. Giżyckiemu
- Mowa o charakterze ogólnym, filozoficzno-dydaktycznym (wszystkie mowy w rękopisie Biblioteki Jagiellońskiej nr 126)

### Materiały
- Dyplom doktora medycyny, uzyskany w Padwie 1433, ogł. J. Fijałek „Polonia apud Italos scholastica”, Kraków 1900, Munera saecularia Universitatis Cracoviensis

## Upamiętnienie
Unia Polskich Pisarzy Lekarzy od 2006 roku przyznaje medal im. Jana z Ludziska lekarzom pisarzom propagującym w swojej działalności i twórczości idee humanizmu w medycynie.
Medal ten wykonała Małgorzata Kot – krakowska artystka, rzeźbiarka i ceramiczka.
Na rewersie medalu widnieje łaciński napis: „Vir humanarum rerum curiosus” (mąż rzeczy ludzkich ciekaw).